# Ingólfshöfði
Ingólfshöfði ist ein Vogelfelsen und eine nur bei Ebbe zugängliche Insel an der Südküste Islands am Strand 9–10 km südlich von Fagurhólsmýri am Hringvegur (Ringstraße) am Ostrand des Skeiðarársandur.

## Geographie
Das Hochplateau der Insel ist 76 m hoch, 1200 m lang und 750 m breit und über eine große Düne besteigbar. Die Hochfläche ist mit Grasland bewachsen und wird im Sommer als Schafweide genutzt.

## Geschichte
Hier kam der Legende nach um das Jahr 874 der erste Siedler Ingólfur Arnarson an Land und siedelte später in Reykjavík. Zur 1100-Jahr-Feier wurde 1974 ein Denkmal zur Erinnerung hieran auf dem Kap errichtet.

## Seefahrt um das Kap
Auf der dem Festland vorgelagerten Insel befindet sich ein Leuchtfeuer und ein Funkfeuer für die Luftfahrt. Der Leuchtturm wurde 1916 errichtet und 1948 renoviert. Schon 1912 hatte ein Kaufmann aus Reykjavík dort eine Nothütte für Schiffbrüchige bauen lassen. Sie existiert bis heute und wird von SAR Iceland unterhalten.
In der Vergangenheit fuhr man von dem Kap aus auch in offenen Booten zum Fischen aufs Meer. Allerdings verschlechterten sich die Landebedingungen mit jedem Gletscherlauf über den Sander, so dass dies schließlich aufgegeben werden musste.

## Naturschutzgebiet
Das Naturschutzgebiet vor der Sanderfläche, das als solches seit 1978 besteht, ist nur schwierig zu erreichen, zur Sicherheit auf geführten Touren. Es wird vom nahegelegenen Nationalpark Skaftafell mitbetreut.

## Fauna
Auf der Hochfläche nisten hauptsächlich Skúas und Schmarotzerraubmöwen als Bodenbrüter in Nistmulden. An den steil abfallenden Felsen brüten Alkenvögel, wie der charakteristische Papageitaucher, aber auch Tordalke, Trottellummen, Gryllteisten, Dreizehenmöwen, Eissturmvögel und Küstenseeschwalben.
In früheren Zeiten boten viele der Vögel und ihre Eier eine wichtige Nahrungsergänzung für die Leute der Gegend. Jedoch war das Eiersammeln gefährlich und viele Sammler stürzten dabei ab. Der letzte derartige Unfall ereignete sich 1930. Heute darf nach wie vor trotz Schutzstatus die Anzahl an Eiern gesammelt werden, welche zu keinem Einbruch des Bestandes führt.